# Hélène Frappat
Hélène Frappat, née le 2 septembre 1969 à Paris, est une écrivaine, traductrice et critique de cinéma française.

## Biographie

### Formation
Ancienne élève de l'École normale supérieure (L1989), Hélène Frappat est agrégée de philosophie et docteur en philosophie.

### Carrière
Elle est l'auteure de très nombreuses traductions de l'anglais et de l'italien,.
Sur France Culture, elle a produit le magazine mensuel de cinéma Rien à voir, de 2004 à 2009, ainsi que de nombreux documentaires, notamment Villes-Mondes : Vancouver et Turin et Une vie, une œuvre : Hedy Lamarr (1914-2000) et Marie Bonaparte (1882-1962), princesse pionnière de la psychanalyse, ainsi qu'A voix nue : Nicole Lapierre, une intellectuelle extra-territoriale.
Elle est l'auteure de fictions radiophoniques parmi lesquelles Mary Shelley, une fiction, diffusée la première fois en ouverture des journées de France Culture au festival d'Avignon en 2019 sur une musique composée par Olivier Mellano.
Elle a écrit neuf romans publiés aux éditions Allia et Actes Sud.
En 2016, elle participe aux Assises internationales du roman à Lyon.
En 2019, elle est commissaire de l’exposition « L’Amour est une fiction » à l’Imec (Institut Mémoires de l'édition contemporaine).
Elle écrit la performance Fleuve Kate pour l’actrice Kate Moran sur une musique originale d’Olivier Mellano, originellement un projet d’album en anglais et en français produit par Ulysse Maison d’artistes. La performance est créée à la Maison de la Poésie le 22 juin 2021.
En 2022, elle est lauréate du programme Mondes nouveaux du ministère de la Culture.
Son roman sorti en 2023, Trois femmes disparaissent, dont les héroïnes sont la lignée familiale des trois stars hollywoodiennes Tippi Hedren, Melanie Griffith et Dakota Johnson, a été salué par la critique. Il est en cours d’adaptation par l’Ircam.
En octobre 2023, elle publie un essai philosophique, Le Gaslighting ou l’art de faire taire les femmes (éditions de l’Observatoire, collection « La Relève » dirigée par Géraldine Mosna-Savoye), où elle met au jour la généalogie du mot gaslighting pour élaborer son concept.
En juin 2024, elle est invitée par l'Institut Lumière à Lyon, lors d'une rencontre publique, à évoquer la place des femmes au cinéma, thème de ses deux derniers ouvrages.

## Publications

### Romans
- Sous réserve, Paris, éditions Allia, 2004, 124 p.  (ISBN 978-2844851635)[19]
- L'Agent de liaison, Paris, éditions Allia, 2007, 142 p.  (ISBN 978-2844852533)[20]
- Par effraction, Paris, éditions Allia, 2009, 128 p.  (ISBN 978-2844853196)[21] Prix Wepler-Fondation La Poste, mention spéciale, 2009[22]
- Inverno[23], Arles, éditions Actes Sud, coll. « Un endroit où aller », 2011, 140 p.  (ISBN 978-2742799091)[24], puis Actes Sud, coll. « Babel », 2016  (ISBN 9782742799091)
- Lady Hunt[25],[26], Arles, éditions Actes Sud, coll. « Domaine français », 2013, 320 p.  (ISBN 978-2-330-02355-3), puis Actes Sud, coll. « Babel », 2016  (ISBN 2330053177) Sélection prix Mauvais genres 2013[27]
Sélection prix Franz Hessel 2014
- N’oublie pas de respirer[28], Arles, éditions Actes Sud, coll. « Essences », 2014, 64 p.  (ISBN 978-2-330-03726-0) Sélection prix Franz Hessel 2015
Sélection prix des lycéens et apprentis de l'Île-de-France
- Le Dernier Fleuve[29],[30],[31],[32], Actes Sud, 2019
- Le mont Fuji n'existe pas[33],[34],[35],[36],[37],[38],[39], Actes Sud, 2021
- Trois femmes disparaissent[15],[40],[41],[42],[43],[44], Actes Sud, 2023, puis Actes Sud, coll. « Babel », 2025  (ISBN 978-2-330-20000-8) Sélection grand prix de l’Héroïne Madame Figaro
Sélection prix du Livre du réel
Sélection Prix Jan Michalski
Sélection du Prix du Roman News Publicisdrugstore Les Échos-WE
Sélection du Prix littéraire La Ponche

### Essais
- La Violence, Paris, Flammarion, coll. « Corpus » 2000, 251 p.  (ISBN 978-2-08-073042-8)
- Jacques Rivette, secret compris, Paris, éditions Cahiers du cinéma, 2001, 255 p.  (ISBN 978-2-86642-281-3)[45],[46]
- Roberto Rossellini, Paris, éditions Cahiers du cinéma, 2008, 94 p.  (ISBN 978-2-86642-483-1)
- Trois films fantômes de Jacques Rivette, Paris, éditions Cahiers du cinéma, 2002, 110 p.  (ISBN 978-2866423223)
- Toni Servillo, le nouveau monstre, éditions Séguier, 2018, 107 p.  (ISBN 9782840496854)
- Le Gaslighting ou l’art de faire taire les femmes[47],[48], Paris, éditions de l’Observatoire, 2023, 288 p.  (ISBN 979-10-329-2742-7)

Première sélection du Prix Femina
Sélection du Prix Médicis essai
Sélection du Grand prix des lectrices de Elle

### Contes
- 2023 : 7 contes de la Fontaine[49] avec Mikel Urquiza (d)[50]

### Traductions (sélection)

#### De l'anglais
- Les Origines du totalitarisme de Hannah Arendt
- Études sur la personnalité autoritaire de Theodor W. Adorno
- Amitié de Samson Raphaelson
- Que le Diable m'emporte de Mary MacLane[51]
- Orange amère[52] d'Ann Patchett
- La Maison des Hollandais[53] d'Ann Patchett
- Corps inflammables[54] de Laura Lippman
- La Voix du lac[55] de Laura Lippman

#### De l’italien
- Quelques indélicatesses du destin de Laura Morante[56]
- L’Ultima intervista di Pasolini[57]de Furio Colombo et Gian Carlo Ferretti

### Décoration
- Chevalier de l'ordre des Arts et des Lettres 2025[58]